# Sportverein Babelsberg 1903 2013-2014
Questa voce raccoglie le informazioni riguardanti lo Sportverein Babelsberg 1903 nelle competizioni ufficiali della stagione 2013-2014.

## Stagione
Nella stagione 2013-2014 il Babelsberg, allenato da Cem Efe, concluse il campionato di Regionalliga nordest al 14º posto.

## Rosa
| N. |                     | Ruolo | Calciatore            |
| -- | ------------------- | ----- | --------------------- |
| 1  | Germania (bandiera) | P     | Marvin Gladrow        |
| 3  | Germania (bandiera) | D     | Sascha Rode           |
| 5  | Germania (bandiera) | D     | Laurin von Piechowski |
| 7  | Germania (bandiera) | C     | Heiko Schwarz         |
| 8  | Germania (bandiera) | C     | Daniel Becker         |
| 9  | Germania (bandiera) | A     | Lucas Albrecht        |
| 10 | Germania (bandiera) | C     | Christopher Blazynski |
| 11 | Spagna (bandiera)   | C     | Manuel Fuster         |
| 14 | Germania (bandiera) | D     | Henrik Müller         |
| 14 | Germania (bandiera) | C     | Jerome Maaß           |
| 17 | Germania (bandiera) | C     | Julian Prochnow       |
| 19 | Germania (bandiera) | C     | Jean-Marc Soine       |

| N. |                          | Ruolo | Calciatore        |
| -- | ------------------------ | ----- | ----------------- |
| 21 | Germania (bandiera)      | D     | Jonas Schmidt     |
| 23 | Germania (bandiera)      | P     | Dominic Feber     |
| 24 | Germania (bandiera)      | D     | Severin Mihm      |
| 24 | Croazia (bandiera)       | D     | Lovro Šindik      |
| 26 | Angola (bandiera)        | A     | Rafaël Makangu    |
| 27 | Germania (bandiera)      | A     | Maximilian Zimmer |
| 29 | Svizzera (bandiera)      | D     | Zlatko Hebib      |
| 29 | Germania (bandiera)      | C     | Dennis Lemke      |
| 30 | Germania (bandiera)      | A     | Kai Druschky      |
| 31 | Turchia (bandiera)       | A     | Tezcan Karabulut  |
| 37 | Germania (bandiera)      | C     | Enes Uzun         |
|    | Corea del Sud (bandiera) | C     | Dong-Min Kim      |

## Organigramma societario
Area tecnica
- Allenatore: Cem Efe
- Allenatore in seconda:
- Preparatore dei portieri:
- Preparatori atletici:
- Analisi video:

## Calciomercato

### Sessione estiva
| Acquisti | Acquisti              | Acquisti              | Acquisti |
| R.       | Nome                  | da                    | Modalità |
| -------- | --------------------- | --------------------- | -------- |
| A        | Rafaël Makangu        | Viktoria Berlino      |          |
| C        | Dong-Min Kim          | Viktoria Griesheim    |          |
| C        | Daniel Becker         | Luckenwalde           |          |
| C        | Christopher Blazynski | Berliner AK 07        |          |
| A        | Ibrahima Sory Cisse   | SV Altlüdersdorf      |          |
| A        | Kai Druschky          | Lichtenberg 47        |          |
| P        | Dominic Feber         | Hertha Zehlendorf U19 |          |
| P        | Marvin Gladrow        | Energie Cottbus       |          |
| C        | Jerome Maaß           | SV Altlüdersdorf      |          |
| C        | Manuel Fuster         | Rabat Ajax            |          |
| D        | Sascha Rode           | Torgelower            |          |
| D        | Jonas Schmidt         | SV Babelsberg 03 II   |          |
| C        | Heiko Schwarz         | Wacker Burghausen     |          |
| D        | Lovro Šindik          | RNK Spalato           |          |
| C        | Jean-Marc Soine       | TeBe Berlino U19      |          |
| A        | Maximilian Zimmer     | Hertha Berlino II     |          |

| Cessioni | Cessioni          | Cessioni             | Cessioni |
| R.       | Nome              | a                    | Modalità |
| -------- | ----------------- | -------------------- | -------- |
| D        | Aaron Berzel      | Darmstadt            |          |
| C        | Christian Essig   | Illertissen          |          |
| C        | Fatih Aydogdu     | BSV Hürtürkel        |          |
| C        | Erkan Dogan       | Berliner AK 07       |          |
| C        | Sergey Evlyushkin | Goslarer             |          |
| A        | Moritz Göttel     | Bochum II            |          |
| C        | Christian Groß    | Sportfreunde Lotte   |          |
| C        | Lennart Hartmann  | Berliner AK 07       |          |
| C        | Burak Kaplan      | Beşiktaş             |          |
| C        | Oliver Kragl      | Ried                 |          |
| C        | Philipp Kreuels   | Saarbrücken          |          |
| D        | Matthias Kühne    | Duisburg             |          |
| P        | Frederic Löhe     | Alemannia Aquisgrana |          |
| A        | Markus Müller     | Wormatia Worms       |          |
| C        | Niko Opper        | Alemannia Aquisgrana |          |
| P        | Sebastian Rauch   | Turbine Potsdam      |          |
| D        | Daniel Reiche     | Viktoria Colonia     |          |
| D        | Matthias Rudolph  | Babelsberg U19       |          |
| P        | Sascha Studer     | Winterthur           |          |
| D        | Assimiou Touré    | Uerdingen 05         |          |

### Sessione invernale
| Acquisti | Acquisti         | Acquisti     | Acquisti |
| R.       | Nome             | da           | Modalità |
| -------- | ---------------- | ------------ | -------- |
| C        | Dennis Lemke     | RKC Waalwijk |          |
| A        | Tezcan Karabulut | Goslarer     |          |

| Cessioni | Cessioni     | Cessioni  | Cessioni |
| R.       | Nome         | a         | Modalità |
| -------- | ------------ | --------- | -------- |
| C        | Süleyman Koç | Paderborn |          |

## Risultati

### Regionalliga

#### Girone di andata
| Arbitro: | Hösel |

|         |           |  |
| Koç 25’ | Marcatori |  |

| Arbitro: | Wartmann |

|  |           |                                 |
|  | Marcatori | 76’ Becker 84’ Koç 90’ Albrecht |

| Arbitro: | Lossius |

|                     |           |           |
| Becker 42’ Mihm 65’ | Marcatori | 36’ Frick |

| Arbitro: | Kleinschmidt |

|                                          |           |              |
| Teichmann 42’ Soltanpour 60’ Siemund 65’ | Marcatori | 34’ Albrecht |

| Arbitro: | Burda |

|                       |           |                                                       |
| Mihm 55’ Druschky 78’ | Marcatori | 48’, 58’ Krontiris 67’ Steinhauer 90’ (rig.) Schubert |

| Arbitro: | Gaunitz |

|              |           |         |
| Skrzybski 7’ | Marcatori | 71’ Koç |

| Arbitro: | Wessel |

|  |           |           |
|  | Marcatori | 61’ Shala |

| Arbitro: | Bärmann |

|  |           |                                 |
|  | Marcatori | 19’ Prochnow 90’ von Piechowski |

| Arbitro: | Kutscher |

|             |           |                             |
| Prochnow 9’ | Marcatori | 60’ Jovanović 65’ Međedović |

| Arbitro: | Kluge |

|                        |           |                        |
| Girth 38’ Sajbidor 90’ | Marcatori | 59’ Hebib 65’ Prochnow |

| Arbitro: | Koslowski |

|                            |           |                                    |
| Koç 38’ (rig.), 88’ (rig.) | Marcatori | 10’ Stark 47’ Hauswald 85’ Lehmann |

| Arbitro: | Lämmchen |

|                  |           |                                       |
| Hebib 88’ (aut.) | Marcatori | 8’ Albrecht 15’ (rig.) Koç 57’ Becker |

| Arbitro: | Albert |

|                     |           |                    |
| Schwarz 8’ Mihm 77’ | Marcatori | 37’ Beck 52’ Fuchs |

| Arbitro: | Kluge |

|                                                      |           |                          |
| Holland 3’ Stephan 6’ Obst 38’ Brooks 77’ Fiegen 84’ | Marcatori | 34’ Albrecht 81’ Makangu |

| Arbitro: | Wessel |

|                          |           |                                            |
| Koç 8’, 32’ Druschky 68’ | Marcatori | 23’, 45’ Müller 39’ Starke 74’ (rig.) Luck |

#### Girone di ritorno
| Arbitro: | Wessel |

|  |           |             |
|  | Marcatori | 85’ Makangu |

| Arbitro: | Kutscher |

|  |           |                             |
|  | Marcatori | 34’ (rig.) Vogel 86’ Schuch |

| Zwickau 2 marzo 2014, ore 13:30 CET 18ª giornata | Zwickau | 0 – 0 referto | Babelsberg | Sportforum Eckersbach (1 557 spett.)\| Arbitro: \| Ostrin \| |
| Arbitro:                                         | Ostrin  |               |            |                                                              |

| Arbitro: | Lämmchen |

|                    |           |              |
| Uzun 51’ Lemke 73’ | Marcatori | 60’ Kruschke |

| Arbitro: | Rosenkranz |

|           |           |                 |
| Mørck 73’ | Marcatori | 45’, 56’ Zimmer |

| Arbitro: | Becker |

|             |           |                                              |
| Albrecht 1’ | Marcatori | 15’ (rig.) Hollwitz 31’ Oschmann 90’ Krumnow |

| Arbitro: | Burda |

|                      |           |  |
| Peßolat 60’ Bock 67’ | Marcatori |  |

| Potsdam 6 aprile 2014, ore 13:30 CEST 23ª giornata | Babelsberg | 0 – 0 referto | Optik Rathenow | Stadio Karl Liebknecht (2 168 spett.)\| Arbitro: \| Schibull \| |
| Arbitro:                                           | Schibull   |               |                |                                                                 |

| Arbitro: | Koslowski |

|                                        |           |  |
| Weidlich 28’ Sautner 30’ Jovanović 67’ | Marcatori |  |

| Arbitro: | Hösel |

|              |           |                     |
| Prochnow 14’ | Marcatori | 31’ Girth 39’ Knoll |

| Arbitro: | Herde |

|                 |           |  |
| Halstenberg 80’ | Marcatori |  |

| Arbitro: | Albert |

|                                |           |                         |
| Albrecht 45’ Zimmer 87’ (rig.) | Marcatori | 12’ Ahmetcik 43’ Watzka |

| Arbitro: | Sather |

|                                     |           |  |
| Puttkammer 18’ Hammann 57’ Beil 89’ | Marcatori |  |

| Arbitro: | Rosenkranz |

|           |           |  |
| Lemke 39’ | Marcatori |  |

| Arbitro: | Schmickartz |

|                |           |  |
| Hildebrandt 9’ | Marcatori |  |

## Statistiche

### Statistiche di squadra
| Competizione         | Punti | In casa | In casa | In casa | In casa | In casa | In casa | In trasferta | In trasferta | In trasferta | In trasferta | In trasferta | In trasferta | Totale | Totale | Totale | Totale | Totale | Totale | DR  |
| Competizione         | Punti | G       | V       | N       | P       | Gf      | Gs      | G            | V            | N            | P            | Gf           | Gs           | G      | V      | N      | P      | Gf     | Gs     | DR  |
| -------------------- | ----- | ------- | ------- | ------- | ------- | ------- | ------- | ------------ | ------------ | ------------ | ------------ | ------------ | ------------ | ------ | ------ | ------ | ------ | ------ | ------ | --- |
| Regionalliga nordest | 33    | 15      | 4       | 3       | 8       | 20      | 27      | 15           | 5            | 3            | 7            | 17           | 23           | 30     | 9      | 6      | 15     | 37     | 50     | -13 |
| Totale               | 33    | 15      | 4       | 3       | 8       | 20      | 27      | 15           | 5            | 3            | 7            | 17           | 23           | 30     | 9      | 6      | 15     | 37     | 50     | -13 |

### Andamento in campionato
| Giornata  | 1 | 2 | 3 | 4 | 5 | 6 | 7 | 8 | 9 | 10 | 11 | 12 | 13 | 14 | 15 | 16 | 17 | 18 | 19 | 20 | 21 | 22 | 23 | 24 | 25 | 26 | 27 | 28 | 29 | 30 |
| --------- | - | - | - | - | - | - | - | - | - | -- | -- | -- | -- | -- | -- | -- | -- | -- | -- | -- | -- | -- | -- | -- | -- | -- | -- | -- | -- | -- |
| Luogo     | C | T | C | T | C | T | C | T | C | T  | C  | T  | C  | T  | C  | T  | C  | T  | C  | T  | C  | T  | C  | T  | C  | T  | C  | T  | C  | T  |
| Risultato | V | V | V | P | P | N | P | V | P | N  | P  | V  | N  | P  | P  | V  | P  | N  | V  | V  | P  | P  | N  | P  | P  | P  | N  | P  | V  | P  |
| Posizione | 4 | 2 | 1 | 4 | 6 | 6 | 8 | 7 | 7 | 7  | 7  | 6  | 7  | 9  | 9  | 8  | 10 | 9  | 8  | 7  | 9  | 11 | 11 | 11 | 12 | 13 | 13 | 14 | 13 | 14 |

Legenda:

Luogo: C = Casa; T = Trasferta. Risultato: V = Vittoria; N = Pareggio; P = Sconfitta.

### Statistiche dei giocatori
| L. Albrecht       | 28 | 6 | 2 | 0 |
| D. Becker         | 26 | 3 | 6 | 0 |
| C. Blazynski      | 23 | 0 | 4 | 0 |
| K. Druschky       | 21 | 2 | 1 | 0 |
| D. Feber          | 8  | 0 | 0 | 0 |
| M. Fuster         | 13 | 0 | 4 | 0 |
| M. Gladrow        | 23 | 0 | 0 | 1 |
| Z. Hebib          | 23 | 1 | 4 | 0 |
| T. Karabulut      | 7  | 0 | 1 | 0 |
| D. Kim            | 0  | 0 | 0 | 0 |
| S. Koç            | 14 | 8 | 4 | 0 |
| D. Lemke          | 15 | 2 | 1 | 0 |
| J. Maaß           | 9  | 0 | 1 | 0 |
| R. Makangu        | 18 | 2 | 1 | 0 |
| S. Mihm           | 30 | 3 | 2 | 0 |
| H. Müller         | 1  | 0 | 0 | 0 |
| J. Prochnow       | 26 | 4 | 5 | 0 |
| S. Rode           | 22 | 0 | 2 | 0 |
| J. Schmidt        | 7  | 0 | 1 | 0 |
| H. Schwarz        | 25 | 1 | 5 | 0 |
| J. Soine          | 4  | 0 | 1 | 0 |
| E. Uzun           | 4  | 1 | 0 | 0 |
| M. Zimmer         | 28 | 3 | 4 | 1 |
| L. von Piechowski | 14 | 1 | 4 | 0 |
| L. Šindik         | 29 | 0 | 3 | 0 |